# Gabinete Poincaré II
O Gabinete Poincaré II foi o ministério formado por Raymond Poincaré em 15 de janeiro de 1922 e dissolvido em 29 de março de 1924. Foi o 69º gabinete da Terceira República Francesa, sendo antecedido pelo Gabinete Briand VII e sucedido pelo Gabinete Poincaré III.

## Contexto
Após Aristide Briand ter renunciado ao governo, Raymond Poincaré concordou em se tornar Presidente do Conselho de Ministros novamente, em janeiro de 1922, a pedido do Presidente da República, Alexandre Millerand. O novo chefe de governo não era apreciado pela esquerda, sendo considerado "o homem do militarismo e da pequena burguesia". Foi nesse contexto que o jornal L'Humanité, reproduzindo uma fotografia tirada durante uma visita a um cemitério em Verdun ao lado do embaixador dos Estados Unidos, afirmou ter visto Poincaré fazendo uma "careta" e o apelidou de "o homem que ri nos cemitérios".
Perante a Alemanha, que passou a se recusar a pagar reparações de guerra, Poincaré recorreu à força, recusando qualquer compromisso com o país, decisão fortemente criticada pelos Aliados. Ao mesmo tempo, na França, sua política de rigor orçamentário o tornou impopular. Em 1924, após a vitória eleitoral do "Cartel das Esquerdas" e a rejeição de um projeto de lei sobre pensões apresentado por seu ministro das Finanças, ele teve de apresentar a sua demissão, porém, sendo reconduzido de volta ao poder logo em seguida.

## Composição

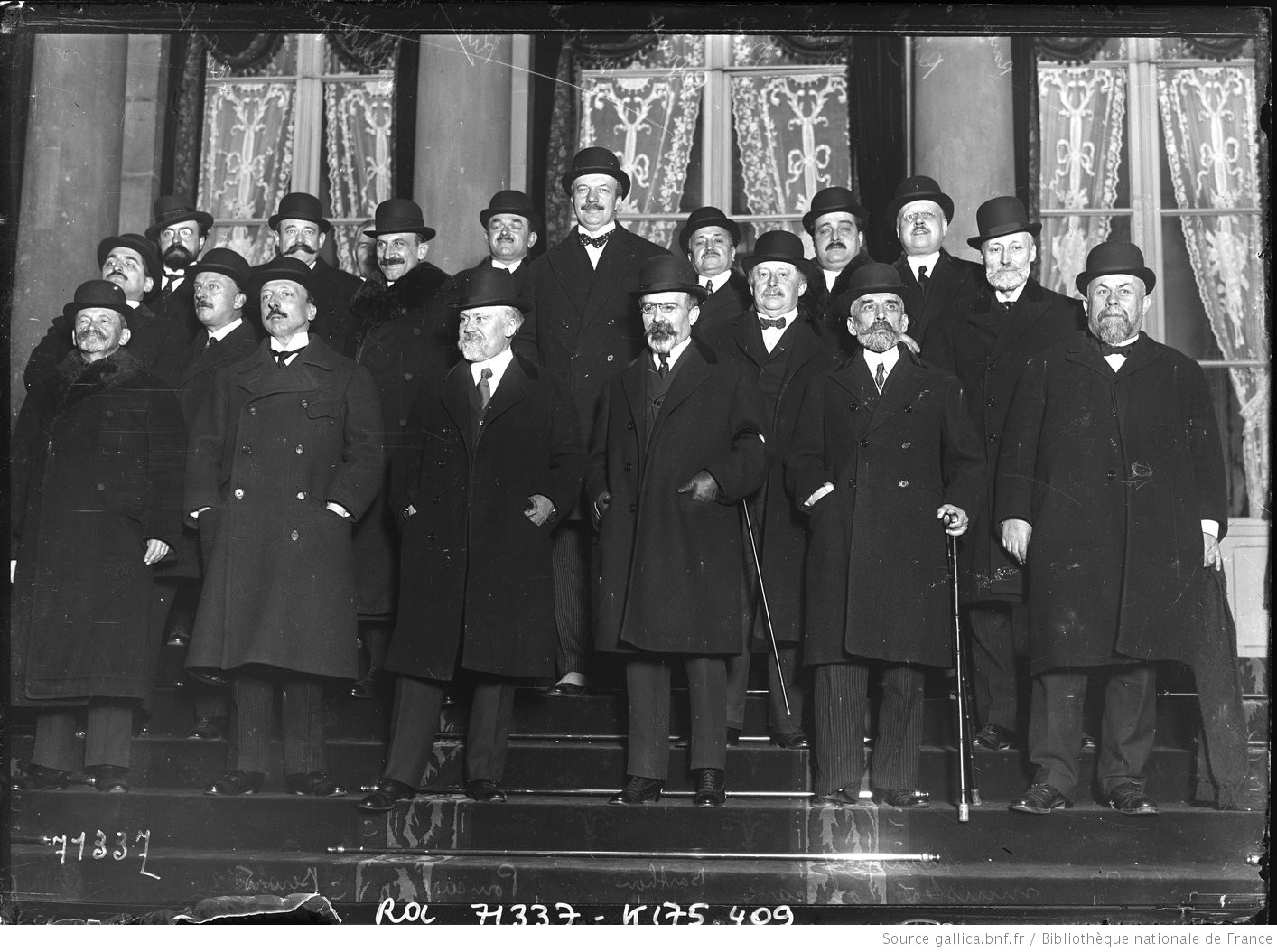
O 2º Gabinete Poincaré em fotografia de 1922.

- Presidente da República: Alexandre Millerand
- Presidente do Conselho de Ministros: Raymond Poincaré
- Ministro dos Estrangeiros: Raymond Poincaré
- Ministro da Justiça: Louis Barthou (1922); Maurice Colrat (1922-1924)
- Ministro do Interior: Maurice Maunoury
- Ministro da Guerra e Pensões: André Maginot
- Ministro das Finanças: Charles de Lasteyrie
- Ministro da Marinha: Flaminius Raiberti
- Ministro da Instrução Pública e Belas Artes: Léon Bérard
- Ministro das Obras Públicas: Yves Le Trocquer
- Ministro da Agricultura: Henry Chéron
- Ministro do Comércio e Indústria: Lucien Dior
- Ministro das Colônias: Albert Sarraut
- Ministro do Trabalho: Albert Peyronnet
- Ministro das Regiões Libertadas: Charles Reibel
- Ministro da Higiene, Assistência e Segurança Social: Paul Strauss

## Realizações
- Ocupação do Ruhr por tropas francesas;
- Aprovação de uma reforma tributária, com um aumento de impostos em 20%.